# Oneness
Oneness: Silver Dreams - Golden Reality es un álbum publicado en 1979 por el guitarrista Carlos Santana. Es el segundo de tres álbumes publicados bajo el nombre en Sánscrito "Devadip" (los otros dos siendo Illuminations y The Swing of Delight), nombre dado al músico por el gurú Sri Chinmoy.

## Lista de canciones

### Lado A
1. "The Chosen Hour" - 0:36
2. "Arise Awake" - 2:05
3. "Light Versus Darkness" - 0:48
4. "Jim Jeannie" - 3:30
5. "Transformation Day" - 3:45
6. "Victory" - 1:10
7. "Silver Dreams Golden Smiles" - 4:09
8. "Cry of the Wilderness" - 3:11
9. "Guru's Song" - 3:06

### Lado B
1. "Oneness" - 6:21
2. "Life Is Just a Passing Parade" - 5:15
3. "Golden Dawn" - 2:17
4. "Free as the Morning Sun" - 3:16
5. "I Am Free" - 1:27
6. "Song for Devadip" - 5:03